# 黄石港区
黄石港区（こうせきこう-く）は中華人民共和国湖北省黄石市に位置する市轄区。

## 行政区画
- 街道:沈家営街道、黄石港街道、勝陽港街道、花湖街道